# Hasegawa Yuuki
Hasegawa Yuuki (長谷川優貴 (Trường Lộc Xuyên Ưu Quý)) sinh ngày 9 tháng 1 năm 1995 tại Hyōgo, Akashi, Nhật Bản, là một Nữ Lưu kì sĩ trực thuộc Liên đoàn Shogi Nhật Bản, với số hiệu Nữ Lưu là 44. Cô là môn hạ của Noda Keizo Lục đẳng, đã tốt nghiệp Cao trung Akashi Josai.

## Sự nghiệp

### Tới với con đường Nữ Lưu
- Hasegawa là sư muội của Noda Keizo - người là họ hàng của bà ngoại cô[2]. Bà ngoại của cô cũng đã học chơi Shogi khi tham gia lớp dạy cờ của Noda tại Akashi và đã dạy lại cho Hasegawa cách chơi shogi khi cô học lớp 4 tiểu học[2]. Sau khi học cách chơi, cô cũng đã tham gia lớp học cờ này và đến cả khi sau này - khi đã trở thành một Nữ Lưu kì sĩ, cô vẫn lui tới thường xuyên khoảng một tuần một lần, theo lời của ông Noda[3].
- Khi Hasegawa học lớp 6 tiểu học (theo chương trình của Nhật Bản), cô đã tham gia câu lạc bộ Shogi ở Kakogawa được tổ chức bởi Inoue Keita - câu lạc bộ đã sản sinh ra nhiều kì thủ chuyên nghiệp sau này và thường tổ chức các giải đấu cờ hàng tuần[2]. Khi tham gia câu lạc bộ này, cô ở mức Ngũ cấp nghiệp dư và dễ dàng leo lên Nhị đẳng nghiệp dư, nhưng phải mất tới hai năm để Hasegawa có thể lên tới Tam đẳng nghiệp dư, thông qua việc chiến thắng Inoue khi ông chấp một quân với cô[2].
- Khi chạm tới mức Tứ đẳng nghiệp dư ở câu lạc bộ Shogi Kakogawa, cô bắt đầu tham gia Trường Đào tạo Kỳ thủ trẻ của Liên đoàn Shogi Nhật Bản ở vùng Kansai vào ngày 14/3/2010[1][2][4]. Cô đã phải mất tới một năm để thuyết phục mẹ của mình - người cho rằng Hasegawa có thể chưa sẵn sàng với việc ăn tập chuyên nghiệp[5].
- Ngày 25 tháng 9 năm 2011, cô chiến thắng 6 ván đấu liên tiếp ở Tưởng Lệ hội để được thăng lên lớp C1, từ đó giúp cô được thăng lên Nữ Lưu Tam cấp - mức xếp hạng cuối cùng để từ kì thủ nữ nghiệp dư trở thành Nữ Lưu kì sĩ. Tuy nhiên, cô ngay lập tức đạt đủ điều kiện để được phong lên Nữ Lưu Nhị cấp, do đã lọt vào giai đoạn Xác định Khiêu chiến giả của Giải MyNavi Nữ mở rộng[4].

### Trở thành Nữ Lưu kì sĩ
- Ngày 1 tháng 10 năm 2011, cô chính thức trở thành Nữ Lưu kì sĩ trực thuộc Liên đoàn Shogi Nhật Bản với mức xếp hạng Nữ Lưu Nhị cấp và sự hướng dẫn của Noda Keizo Lục đẳng[6].
- Ngày 29/10/2011, cô đối đầu với Tomomi Kai, người khi đó đang sở hữu danh hiệu Nữ Lưu Vương Vị và cũng từng sở hữu danh hiệu Nữ Vương tại Tứ kết - Xác định Khiêu chiến giả của Giải MyNavi Nữ mở rộng kì thứ 5, đây là ván đấu đầu tiên của cô với tư cách kì thủ chuyên nghiệp nữ. Trong ván đấu đầu tiên này, hai bên đã đi tới thế bế tắc sau 195 nước, và ở ván đánh lại sau đó 30 phút, Hasegawa đã giành chiến thắng và lọt vào Bán kết - từ đó đạt đủ luôn điều kiện để được phong lên Nữ Lưu Sơ đẳng. Đây là lần đầu tiên một Nữ Lưu kì sĩ chỉ cần duy nhất 1 ván để phong lên Nữ Lưu Sơ đẳng, và cũng là lần đầu tiên trong ván đấu ra mắt thế giới chuyên nghiệp, một người phụ nữ đánh bại một kì thủ đang sở hữu danh hiệu[7].
- Tiếp theo đó, vào ngày 11/1/2012 tại trận Bán kết, Hasegawa tiếp tục đánh bại Saida Haruko - theo đó là giành chiến thắng trước Shimizu Ichiyo ở trận Chung kết Xác định Khiêu chiến giả vào ngày 2/2/2012 sau 127 nước đi. Chiến tích này cũng giúp cô được thăng lên Nữ Lưu Nhị đẳng, và trở thành người thách đấu danh hiệu Nữ Vương của đương kim khi đó là Ueda Hatsumi. Tuy nhiên trong loạt trận tranh ngôi, cô thua 0-3 và không thể giành được danh hiệu này.
- Tuy nhiên, Hasegawa đã tạo ra một kỉ lục mới, khi mất ít thời gian nhất để được thăng lên Nữ Lưu Nhị đẳng bằng chỉ 4 ván đấu[8] sau khi lên chuyên.[9] Cô cũng chỉ mất bốn tháng kể từ khi lên chuyên để thách đấu danh hiệu Nữ Lưu, nếu như không tính thuở các danh hiệu mới được thành lập.[10]
- Trong năm 2011, Hasegawa có cho bản thân sáu ván thắng liên tiếp kể từ khi ra mắt cho tới khi thất bại tại Chung kết Sơ loại Nữ Lưu Danh Nhân chiến kì thứ 39 trước Murata Chiho.
- Năm 2012, cô ba lần tham gia các giải danh hiệu có sự xuất hiện của các kì thủ chuyên nghiệp, và thất bại trước Yamamoto Shinya ở Cup Asahi mở rộng lần thứ sáu, ngày 14 tháng 9 là thất bại trước Sawada Shingo tại Vương Tọa chiến kì 61 và ngày 14 tháng 11 năm 2012 là Tân Nhân Vương chiến kì 44 trước một kì thủ Tam đẳng ở Trường Đào tạo Kỳ thủ trẻ, cô thất bại cả ba ván cờ đó.
- Năm 2014, cô vượt qua vòng Sơ loại của Giải Mynavi Nữ mở rộng kì thứ tám để quay trở lại Xác định Khiêu chiến giả, nhưng lại thất bại trước chính Ueda Hatsumi ở vòng đầu tiên - đối thủ đã đánh bại cô ba ván không gỡ ở kì tranh danh hiệu ba năm trước đó.

## Phong cách chơi cờ
Trong quá khứ, Hasegawa không phải một kì thủ mạnh khi chơi Chấn Phi Xa, tuy nhiên hiện tại cô đã chơi chiến pháp này tốt hơn.

## Đời sống cá nhân
- Hình mẫu kì thủ lý tưởng của cô là Satomi Kana, do bản thân Hasegawa Yuuki không phải người chơi tốt ở giai đoạn tàn cuộc và thường chơi những nước đi không tốt khi đó.[11]
- Lý do cô muốn trở thành một Nữ Lưu kì sĩ là do khi học năm nhất Sơ trung, cô tham gia một sự kiện về shogi ở Ōsaka và đã thấy Satomi Kana - người khi đó đang học năm hai Cao trung và lớn hơn cô bốn tuổi và năm đó cũng giành danh hiệu đầu tiên của mình là Thương Phu Đằng Hoa. "Tôi nghĩ rằng cô ấy khi đó rất ngầu mà trong khi tuổi tác chúng tôi lại không quá chênh lệch" - chính bản thân Hasegawa thừa nhận.[12]
- Đối thủ lớn nhất của cô là Kitamura Keika[11] - một Nữ Lưu kì sĩ bằng tuổi và cũng đã tham gia nhiều giải đấu cờ nghiệp dư, chính bản thân họ cũng đã gặp nhau trong những đấu trước này. Tuy nhiên, ở ngoài đời họ là những người bạn tốt của nhau.[11]
- Tại ngôi trường Cao trung mà cô theo học, cô là thành viên duy nhất của câu lạc bộ shogi mà giáo viên mở ra.[11]
- Ngày 22 tháng 12 năm 2019, cô kết hôn với một kì thủ cờ vây chuyên nghiệp là Tanigichi Toru Tứ đẳng.[13][14][15][16]

## Lịch sử thăng cấp
- Ngày 14 tháng 3 năm 2010: Nhập Hội Nghiên tu (D1)
- Ngày 1 tháng 10 năm 2011: Nữ Lưu Nhị cấp[6]
- Ngày 29 tháng 10 năm 2011: Nữ Lưu Sơ đẳng (Lọt vào top 4 Xác định Khiêu chiến giả của Giải Mynavi Nữ mở rộng[17][18]
- Ngày 2 tháng 2 năm 2012: Nữ Lưu Nhị đẳng (Tham gia loạt trận tranh danh hiệu của Giải Mynavi Nữ mở rộng kì thứ 5)[19]
- Ngày 23 tháng 1 năm 2025: Nữ Lưu Tam đẳng (Đạt đủ 100 trận thắng kể từ khi được thăng lên Nữ Lưu Nhị đẳng)[20]